# أنطوان فرانسوا أوجين ميرلين
أنطوان فرانسوا أوجين ميرلين هو ضابط وسياسي فرنسي، ولد في 27 ديسمبر 1778 في دواي في فرنسا، وتوفي في 31 أغسطس 1854 في أوبوني في فرنسا. انتخب member of the Chamber of Peers ‏ وانتخب نائب فرنسي.